# Andinoencyrtus ocellatus
Andinoencyrtus ocellatus är en stekelart som beskrevs av Blanchard 1940. Andinoencyrtus ocellatus ingår i släktet Andinoencyrtus och familjen sköldlussteklar. Inga underarter finns listade i Catalogue of Life.